# Горилла Монсун
Роберт Джеймс «Джино» Марелла (англ. Robert James "Gino" Marella, 4 июня 1937, Рочестер, Нью-Йорк — 6 октября 1999, Уиллингборо, Нью-Джерси), более известный под именем Гори́лла Монсу́н (англ. Gorilla Monsoon) — американский рестлер, комментатор и букер.
Монсун известен тем, он выступал в рестлинге в качестве злодейского супертяжёловеса, а затем в 1980-х и 1990-х годах — в качестве комментатора и закулисного менеджера в World Wrestling Federation (WWF). С 1995 по 1997 год он также исполнял на экране роль президента WWF.
В рестлинге место за занавесом, ведущем к рингу, которое Марелла создал и где его часто можно было встретить во время шоу WWF в конце его карьеры, в его честь называется «Позиция Гориллы» (англ. Gorilla Position).

## Ранняя жизнь
Марелла учился в средней школе Джефферсона в Рочестере, Нью-Йорк, и стал выдающимся спортсменом в американском футболе, борьбе и легкой атлетике. В то время он весил более 136 кг, и товарищи по команде ласково называли его «Кроха».
Марелла был выдающимся спортсменом и после окончания средней школы в колледже Итака в Итаке, Нью-Йорк. Он продолжал заниматься борьбой, но теперь весил более 147 кг, и занял второе место на чемпионате NCAA по борьбе 1959 года. Ему также принадлежат несколько школьных спортивных рекордов. В 1973 году он был введен в Зал атлетической славы колледжа Итака. Летом, когда он учился в колледже Итака, он работал на стройке в Рочестере. Одним из зданий, которые он помогал строить, была Военно-мемориальная арена в Рочестере.
Габариты и атлетические способности Мареллы привлекли внимание нью-йоркского промоутера Педро Мартинеса, и после окончания Итаки в 1959 году он перешел в команду Мартинеса. Когда Горилла только начинал заниматься рестлингом, его рост составлял около 200 см, а вес — около 150 кг.

## Карьера в рестлинге

### Раняя карьера
Марелла дебютировал в 1950-х годах, первоначально называя себя Джино Мареллой, гордым итальянским американцем, который пел на итальянском языке перед своими матчами. Даже после смены имени на ринге «Джино» осталось прозвищем Мареллы среди друзей и коллег, включая Джесси Вентуру, который в эфире называл Мареллу «Джино». Он работал в Торонто, Калгари, Сент-Луисе и Японии. Марелла приобрел умеренную популярность, но вскоре понял, что фанаты больше внимания уделяют необычным монстрам-хилам, которые, соответственно, приносят больше денег. Марелла полностью изменил свой имидж, отрастил длинную бороду и стал называть себя Гориллой Монсуном, ужасающим великаном из Маньчжурии. Предположительно, родившись на изолированной ферме, Монсун путешествовал по сельской местности с цыганским караваном, борясь с медведями, не говорил по-английски, ел сырое мясо и пил кровь своих жертв. История, рассказанная на телешоу WWWF, была несколько иной: его первый менеджер Бобби Дэвис утверждал, что обнаружил Монсуна в Маньчжурии в горном ручье. Персонаж Монсуна был гораздо более успешным, и фанаты искренне боялись его, что принесло Марелле огромный финансовый успех. На ринге Монсун побеждал противников с помощью жестоких «чопов», страшного «Маньчжурского сплэша» и своего фирменного приема — «Самолетного вращения».

### World Wide Wrestling Federation / World Wrestling Federation

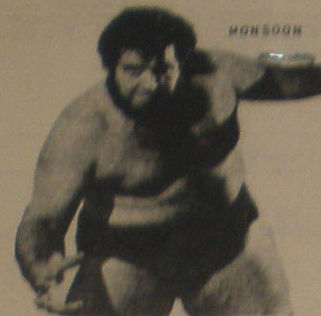
Монсун в 1970 году

В 1963 году Винсент Джей. Макмэн реформировал Capitol Wrestling Corporation в World Wide Wrestling Federation (WWWF) (в настоящее время известную как WWE), отделив свою компанию от National Wrestling Alliance в попытке создать новый национальный промошн. В то время WWWF была доминирующим рестлинг-промоушеном на северо-востоке США. Марелла подружился с Макмэном и стал владельцем 1/6 акций WWWF, контролируя букинг в нескольких территориях WWWF. Он также стал одним из главных хилов промоушена, враждуя с популярным чемпионом-фейсом Бруно Саммартино на заполненных аренах по всей стране. Несмотря на свои огромные габариты, превышавшие тогда 147 кг, Монсун обладал большой ловкостью и выносливостью, часто борясь с Саммартино до ничьих в часовых матчах.

Монсун впервые боролся с Бруно Саммартино за звание чемпиона мира WWWF 4 октября 1963 года на стадионе Рузвельта в Джерси-Сити, Нью-Джерси. Монсун прошел квалификацию, выиграв частично транслировавшийся по телевидению турнир журнала Ring Wrestling Magazine, где он победил Киллера Бадди Остина примерно за минуту. Победа Монсуна над Саммартино по дисквалификации в Нью-Джерси вызвала серию матчей-реваншей в «Мэдисон-сквер-гарден», и они возобновили вражду в 1967 году. В конце матча в Джерси-Сити, когда Монсун сидел на ковре, фанат (не участник шоу) выскочил на ринг и сломал спинку деревянного стула о голову Монсуна.

## Личная жизнь
Марелла был женат на своей супруге Морин более 40 лет, у них было трое детей: Шэрон (род. 1960), Джоуи (1963—1994) и Валери (род. 1966). Виктор Киньонес (1959—2006) был указан в некрологе Гориллы как его сын.
4 июля 1994 года его сын, Джоуи Марелла, заснул за рулем и погиб в автокатастрофе на шоссе Нью-Джерси, когда возвращался с судейства шоу WWF в Оушен-Сити, Мэриленд. Во время аварии он не был пристегнут ремнем безопасности.

## Смерть
Марелла умер 6 октября 1999 года от сердечной недостаточности, вызванной осложнениями диабета, в своем доме в Виллингборо Тауншип, Нью-Джерси. Ему было 62 года. Его тело было похоронено рядом с сыном, Джоуи Мареллой, в Циннамисоне, Нью-Джерси.
В трибьюте, который транслировался 7 октября 1999 года в эпизоде WWF SmackDown!, Винс Макмэн назвал Мареллу «одним из величайших людей, которых я когда-либо знал». Комментатор WCW Тони Шавони упомянул о смерти Мареллы в эпизоде WCW Monday Nitro от 11 октября 1999 года. Бобби Хинан настоял на том, чтобы сделать трибьют Марелле, хотя Марелла никогда не работал в WCW. В эфире Хинан сказал: «Гориллы будет ужасно не хватать. Он был большим и суровым человеком. Он был порядочным и честным человеком. И нам всем будет его очень не хватать. А вы знаете жемчужные ворота на небесах? Теперь они будут называться „Позиция Гориллы“. Прощай, мой друг».
Когда в 2004 году Хинан был введен в Зал славы WWE, он закончил свою речь словами: «Не хватает только одного: Я хотел бы, чтобы Монсун был здесь». В 2007 году, когда Энтони Карелли дебютировал в WWE, ему дали имя Сантино Марелла в знак памяти.

## Титулы и достижения

### Борьба
- Колледж Итака
  - Атлетический зал славы (1973)[2]
- Национальный зал славы борьбы (2011)[7]

### Рестлинг
- Cauliflower Alley Club
  - Другие лауреаты (1994)[8]
- Зал славы рестлинга Джордж Трагоса/Лу Теза
  - С 2011 года[1]
- Зал славы и музей рестлинга
  - С 2010 года[1]
- World Championship Wrestling (Австралия)
  - Чемпион мира IWA в тяжёлом весе (1 раз)
- World Wide Wrestling Federation / World Wrestling Federation
  - Командный чемпион Соединённых Штатов WWWF (2 раза) — с Киллером Ковальски (1) и Биллом Уоттсом (1)
  - Слэмми (1 раз)
    - Самый эволюционный (1994) — вместе с Кинг-Конг Банди

  - Зал славы WWF (1994)[1]
- World Wrestling Association (Лос-Анджелес)
  - Командный чемпион мира WWA (2 раза) — с Люком Грэмом (1) и Эль Монголом (1)[9]
- World Wrestling Council
  - Североамериканский чемпион WWC в тяжёлом весе (2 раз)
- Wrestling Observer Newsletter
  - Худший телевизионный комментатор (1985, 1991—1995)[10]